# Patriziato (Augusta)

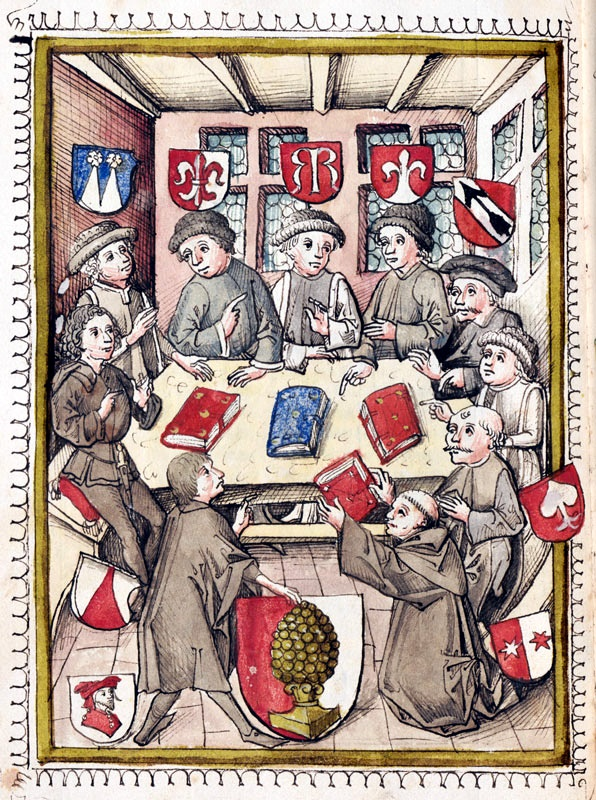
Il consiglio dei patrizi di Augusta: miniatura dalla cronaca della città di Augusta di Sigismund Meisterlin del 1457

Il patriziato di Augusta costituiva uno dei tre corpi sociali in cui era suddivisa la società della Città Imperiale di Augusta, assieme ai cittadini ed agli stranieri, e fu il vero ceto dominante della città sino all'occupazione napoleonica del 1805.
Patrizio era il titolo nobiliare spettante ai membri dell'aristocrazia al governo della città di Augusta e della Libera Città Imperiale di Augusta. Il titolo era abbreviato, davanti al nome, dalla sigla patr.

## Storia
Antichissima città della Germania risalente all'epoca romana, Augusta era stata capitale della regione della Raetia secunda nel 294 ed aveva poi ottenuto il permesso pontificio di divenire sede episcopale. L'importanza della città di Augusta, dopo un periodo di decadenza con le invasioni barbariche seguite al crollo dell'Impero romano, crebbe nuovamente verso la fine dell'alto Medioevo (compresa il fatto della battaglia sul Lechfeld). L'imperatore Federico Barbarossa proclamò città imperiale Augusta nel 1156 e nel 1276 ottenne l'immediatezza imperiale con Rodolfo d'Asburgo col privilegio di poter disporre di proprie leggi. L'estesa autonomia di cui godevano ora i cittadini di Augusta rispetto all'episcopato accese gli animi contro le imposizioni del principe-vescovo locale, diatriba che si concluse solo nel XV secolo quando la sede episcopale principale venne trasferita a Dillingen.
Fu durante questo stesso periodo, quindi, che andò a crearsi una classe di patrizi cittadini che ebbero il dominio e l'amministrazione della città e delle zone limitrofe, ma non senza problematiche interne. Nel 1368 in città scoppiò una rivolta degli artigiani urbani che portò all'introduzione di una costituzione per la loro corporazione. L'accesso al patriziato venne reso obbligatorio solo per nascita del 1383. Il peso delle corporazioni ad ogni modo andò aumentando nel tempo anche se fu solo con il sindaco Ulrich Schwarz dal 1469 che questi poterono avere voce nella gestione della politica cittadina per liberare Augusta dai troppi debiti che la classe dirigente patriziale aveva accumulato. Quando il patriziato si oppose a tali riforme, Schwarz ricorse a metodi brutali ma efficaci, comminando la pena di morte ai fratelli Vittel per cospirazione contro la repubblica cittadina.
Gli insegnamenti di Lutero ebbero una notevole influenza sulla città. Augusta era uno dei rappresentanti della minoranza protestante al Reichstag di Spira del 1529, ma non venne coinvolta nella protesta che si tenne in quella stessa città. Il patriziato all'epoca si era ridotto a solo otto famiglie rappresentanti della categoria e pertanto nel 1538 il consiglio comunale ammise 39 nuove famiglie al patriziato, tra cui i Fugger che economicamente rappresentavano una vera e propria potenza per l'epoca. Nel 1548, l'imperatore Carlo V del Sacro Romano Impero abolì le vecchie corporazioni cittadine, sostituendole con nuove corporazioni dominate dal patriziato, sul modello di quelle presenti a Norimberga. Gli originari 41 stalli al consiglio comunale di Augusta, vennero in questo periodo aumentati a 45 nel 1555.
Al 1548, l'ammissione al patriziato avveniva ormai più per nomina imperiale o raccomandazioni imperiali anziché per diritto di nascita, e l'ultima di queste venne fatta nel 1802, poco prima della fine dell'impero. Alcune famiglie patrizie erano rappresentate nel consiglio interno della città anche da più membri: la famiglia Rehlinger aveva cinque consiglieri, le famiglie Fugger e Welser con tre membri ciascuna. Durante l'occupazione svedese del 1632-1635 nel corso della guerra dei trent'anni, anche alcuni svedesi vennero inclusi nel patriziato locale. Con la pace di Vestfalia del 1648, il consiglio comunale appariva equamente ripartito tra cattolici e protestanti e vi era un notevole rispetto per l'una e per l'altra parte all'insegna della pacifica convivenza per il bene comune.
Con la pace di Pressburg (26 dicembre 1805) la città di Augusta passò al regno di Baviera ed il 21 dicembre le truppe occuparono la città; terminò così l'istituzione patriziale, i cui membri vennero inclusi nella nobiltà bavarese ma non ebbero più coinvolgimento diretto nell'amministrazione della città come in passato.

## Elenco delle famiglie patrizie di Augusta
- Alpishofer (o Alpershofer), presenti ad Augusta tra il 1315 ed il 1498.
- Amman (von Werd), ammessi al patriziato nel 1649; fu una delle principali famiglie protestanti.
- Apothecker
- Artzt (o Arzt, Artzat, Artzet), presenti ad Augusta tra il 1359 ed il 1564, ammessi al patriziato nel 1538.
- Bach, presenti ad Augusta tra il 1294 ed il 1522.
- Besserer, solo brevemente ad Augusta; la famiglia visse prevalentemente tra Ulma, Memmingen e Ravensburg.
- Bitschlin, presenti ad Augusta tra il 1294 ed il 1404.
- Breischuh (o Preyschuh, Prischuch), presenti ad Augusta tra il 1336 ed il 1392.
- Breuning; Sebastian Breuning fu vescovo ausiliario di Augusta.
- Buroner, presenti ad Augusta tra il 1497 ed il 1728.
- Conzelmann (o Konzelmann, Cunzelmann, Chüntzelman), presenti ad Augusta tra il 1346 ed il 1498.
- Cranz, presenti ad Augusta tra il 1366 ed il 1406.
- Dachs, presenti ad Augusta tra il 1283 ed il 1398.
- Dendrich, presenti ad Augusta tra il 1368 ed il 1504.
- Dettighofer (o Dettikofer), ammessi al patriziato nel 1538.
- Dillinger, presenti ad Augusta tra il 1264 ed il 1404.
- Ehm (o Ehem), ammessi al patriziato nel 1538.
- Egen (o von Argon), presenti ad Augusta tra il 1342 ed il 1532. Ammessi al patriziato nel 1416.
- Eggenberger, ammessi al patriziato nel 1538.
- Endorfer (auch Endorffer), ammessi al patriziato nel 1538.
- Eulenthaler (auch Ulentaler), presenti ad Augusta tra il 1264 ed il 1346.
- Fend
- Fesenmayr
- Fideler

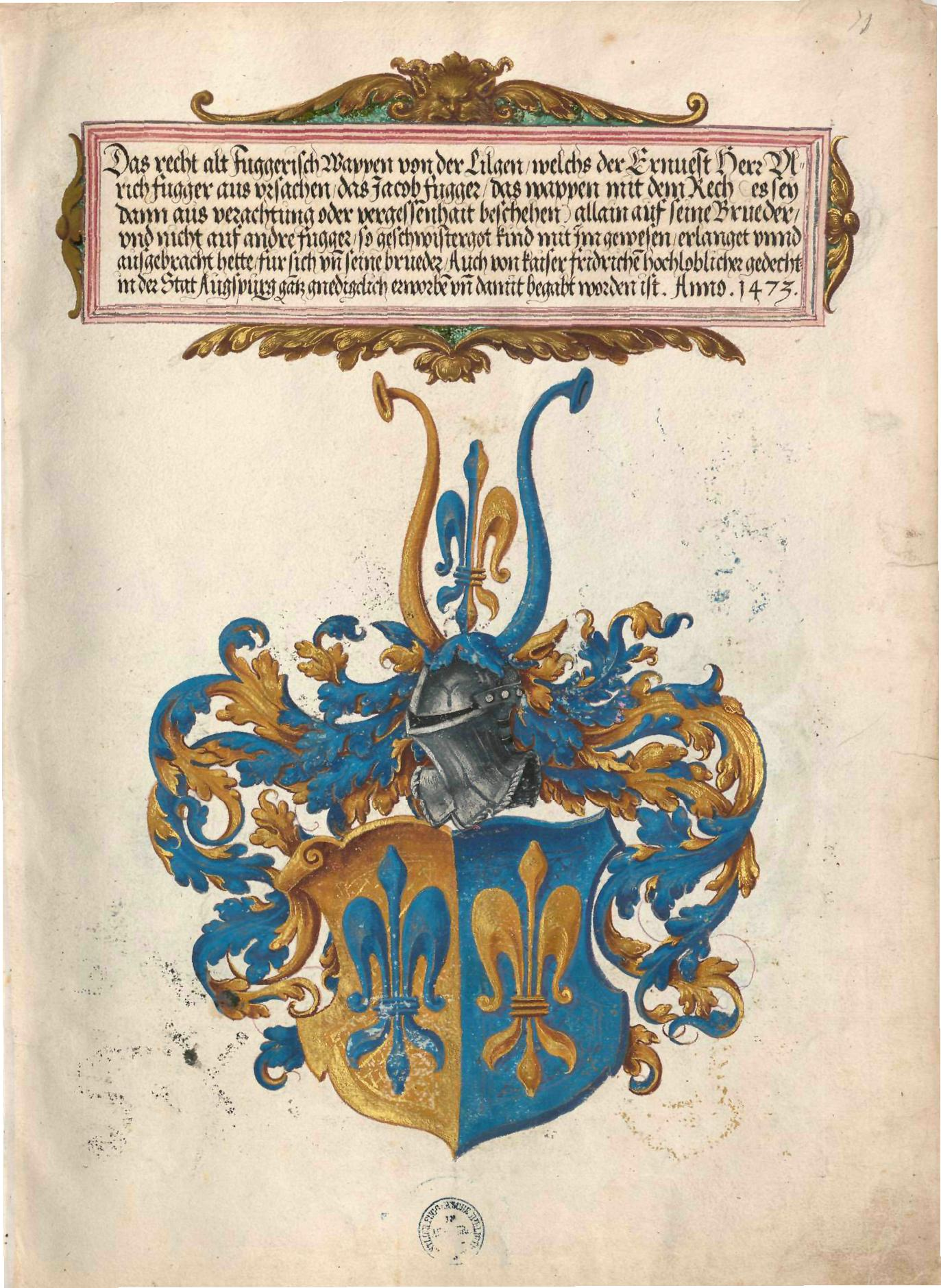
Stemma della famiglia Fugger von der Lilie, miniatura del 1545

- Fugger, dal 1367 ad Augusta. Dal 1538 ammessi al patriziato, ottennero il titolo di baroni nel 1550 e quello di conti nel 1620.
- von Fullenbach
- Funck, ammessi al patriziato nel 1538.
- von Füßen
- Glaner
- von Goldbach
- Goldochs
- Gollenhofer
- Goßenbrot (o Gossembrot, Begossenbrot, Gossenbrot), presenti ad Augusta tra il 1327 ed il 1500.
- Hainhofer (o Ainhofer), di ascendenza svedese. Estinta alla fine del XVII secolo.
- Hainzel, ammessi al patriziato nel 1538, Estinta alla fine del XVII secolo.
- Halbherr
- Halder, famiglia di banchieri di fede evangelica, ammessi al patriziato nel 1785.
- Haller, ammessi al patriziato nel 1538.
- Hangenohr
- Heel, presenti ad Augusta tra il 1532 ed il 1597. Ammessi al patriziato nel 1538.
- Heiliggraber
- Hentschel
- Herwarth von Bittenfeld, nel 1538 era una delle otto famiglie ancora fiorenti del patriziato antico.
- Höchstetter, ammessi alla nobiltà imperiale nel 1518, andarono in fallimento nel 1529.
- Hofmeyr (o Hofmair), nel 1538 era una delle otto famiglie ancora fiorenti del patriziato antico.
- Holl (o Hel), ammessi al patriziato nel 1538.
- Holzapfel, famiglia patrizia cattolica.
- Honold vom Luchs (famiglia), originaria di Kaufbeuren, ammessi al patriziato nel 1538.
- Honold ("del piccione"), originaria di Kaufbeuren.
- Hopfer, nobiltà dal 1590, ammissione al patriziato non comprovata.
- Hörnlin, ammissione al patriziato nel 1538.
- Hoser, presenti ad Augusta tra il 1432 ed il XVII secolo. Concessione di uno stemma nel 1471, dal 1526 ottennero la nobiltà imperiale.
- von Hößlin, famiglia di banchieri di fede evangelica, ammessa al patriziato nel 1700.
- Hotter
- von Hoy (von Hoie, Hoe) presenti ad Augusta tra il 1296 ed il 1456, nel 1456 andarono in bancarotta.
- Hurlocher
- Hurnaus
- Ilsung, nel 1538 era una delle otto famiglie ancora fiorenti del patriziato antico.
- Imhoff, famiglia patrizia cattolica, ammessa al patriziato nel 1538.
- Jenisch, presenti ad Augusta nel XIV secolo, tra XVI e XVII secolo a Kempten ed a Memmingen e tra XVIII e XX secolo ad Amburgo.
- Jung, ammessi al patriziato nel 1538.
- Karge
- Keil
- Keller
- Klocker (o Campanarius, Campanator), presenti ad Augusta tra il 1248 ed il 1368.
- Koch von Gailenbach, ammessi al patriziato nel 1654.
- Kraft
- von Kuen
- Lang

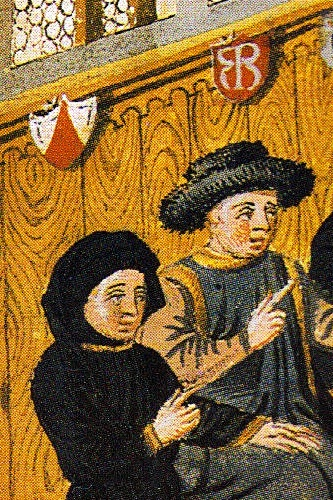
Due consiglieri di Augusta della famiglia Langenmantel: Langenmantel vom Sparren (a sinistra), Langenmantel vom doppelten R (a destra); miniatura del 1457

- Langenmantel („Langenmantel vom doppelten R“), nel 1538 era una delle otto famiglie ancora fiorenti del patriziato antico. Famiglia dominante del patriziato cattolico della città
- Langenmantel (vom Sparren), nel 1538 era una delle otto famiglie ancora fiorenti del patriziato antico.
- Lauginger, ammessi al patriziato nel 1538.
- Lieber
- Liebert, ammessi al patriziato nel 1785.
- Luitfried
- Luithold
- May; Bartholomäus May fu borgomastro di Augusta dal 1570 al 1575.
- Mayr, ammessi al patriziato nel 1538.
- Meuting (o Meiting, Mütting), presenti ad Augusta dalla metà del XIV secolo al 1613, ammessi al patriziato nel 1538.
- Minner (o Amator), presenti ad Augusta dal 1235 al 1483.
- Mohrenkopf
- Morell, originaria della Savoia, nel XVIII secolo venne ammessa al consiglio di Augusta.[1]
- Mühleisen
- Münch von Mühringen, famiglia di fede evangelica.
- Münzmeister (o Monetarius de Werdea), proveniente da Donauwörth, presenti ad Augusta dal 1360 al 1367.
- Neidhart, presenti ad Augusta dal 1407 alla seconda metà del XVI secolo. Ammessi al patriziato nel 1538.
- Nördlinger, presenti ad Augusta dal 1318 al XVI secolo.
- Oestereicher (o Oestreicher)
- Onsorg (o Ansorg, Aunsorg), presenti ad Augusta dal 1311 al 1486.
- Paller
- Panwolff

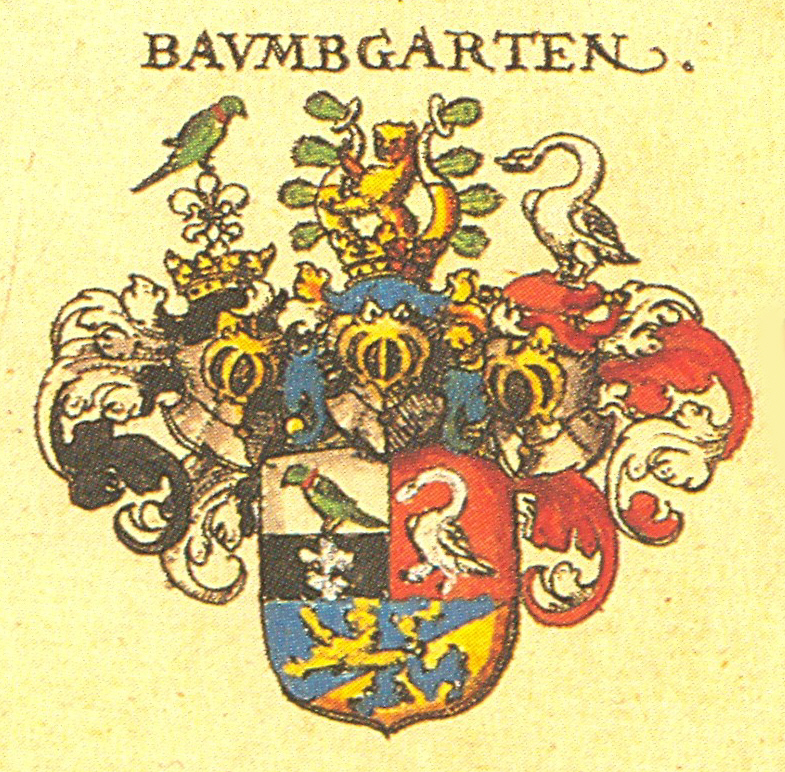
Stemma della linea augustana della famiglia Paumgartner

- Paumgartner (o Baumgartner), da Norimberga, presenti ad Augusta dal 1465 al 1552, ammessi al patriziato nel 1538.
- Peutinger, ammessi al patriziato nel 1538.
- Pfettner (auch von Pfetten), presenti ad Augusta dal 1323 al 1448.
- Pfister, Familie mit Herkunft aus dem Handwerk, ammessi al patriziato nel 1538.
- von Pflummern, famiglia patrizia cattolica
- Pimmel
- Portner von Augsburg
- von Precht
- Priol, presenti ad Augusta dal 1302 al 1397.
- Rad, Goldschmiedefamilie („Rad und Hösslin“), nobilitata nel 1697.
- Rappolt, presenti ad Augusta dal 1334 al 1420.
- von Ruffini (o Rufin oder Ruffin), Joseph Anton von Ruffini venne ammesso nel patriziato cittadino nel 1733.
- von Rauner, famiglia di banchieri di fede evangelica, venne ammessa al patriziato cittadino nel 1699.
- Ravenspurger, nel 1538 era una delle otto famiglie ancora fiorenti del patriziato antico.
- Regel, ammessi al patriziato nel 1538.

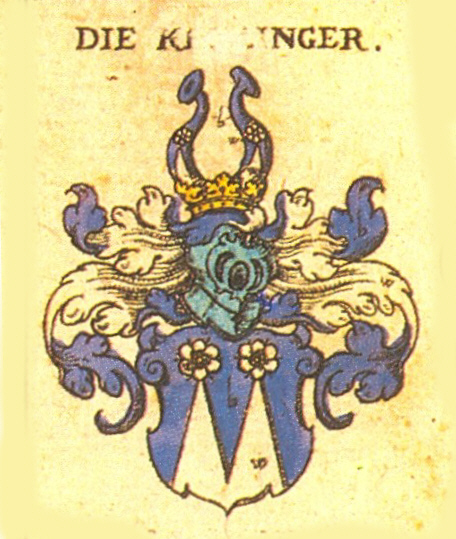
Stemma della famiglia Stetten realizzato da Johann Siebmacher

- Rehlinger, presenti ad Augusta dal 1302 al XIX secolo. Nel 1538 era una delle otto famiglie ancora fiorenti del patriziato antico.
- Reinbott
- Rem (o Rehm, Remen), ammessi al patriziato nel 1538.
- Rembold (o Renwoldt), ammessi al patriziato nel 1538.
- Renz
- Rephing (o Reihing, Roeynck, Rühing), presenti ad Augusta dal 1488 al XVII secolo. Ammessi al patriziato nel 1538.
- von Ritter
- Rischart
- Roth, ammessi al patriziato nel 1538.
- Rudolph, ammessi al patriziato nel 1538.
- Sarnthein (o Särnthein)

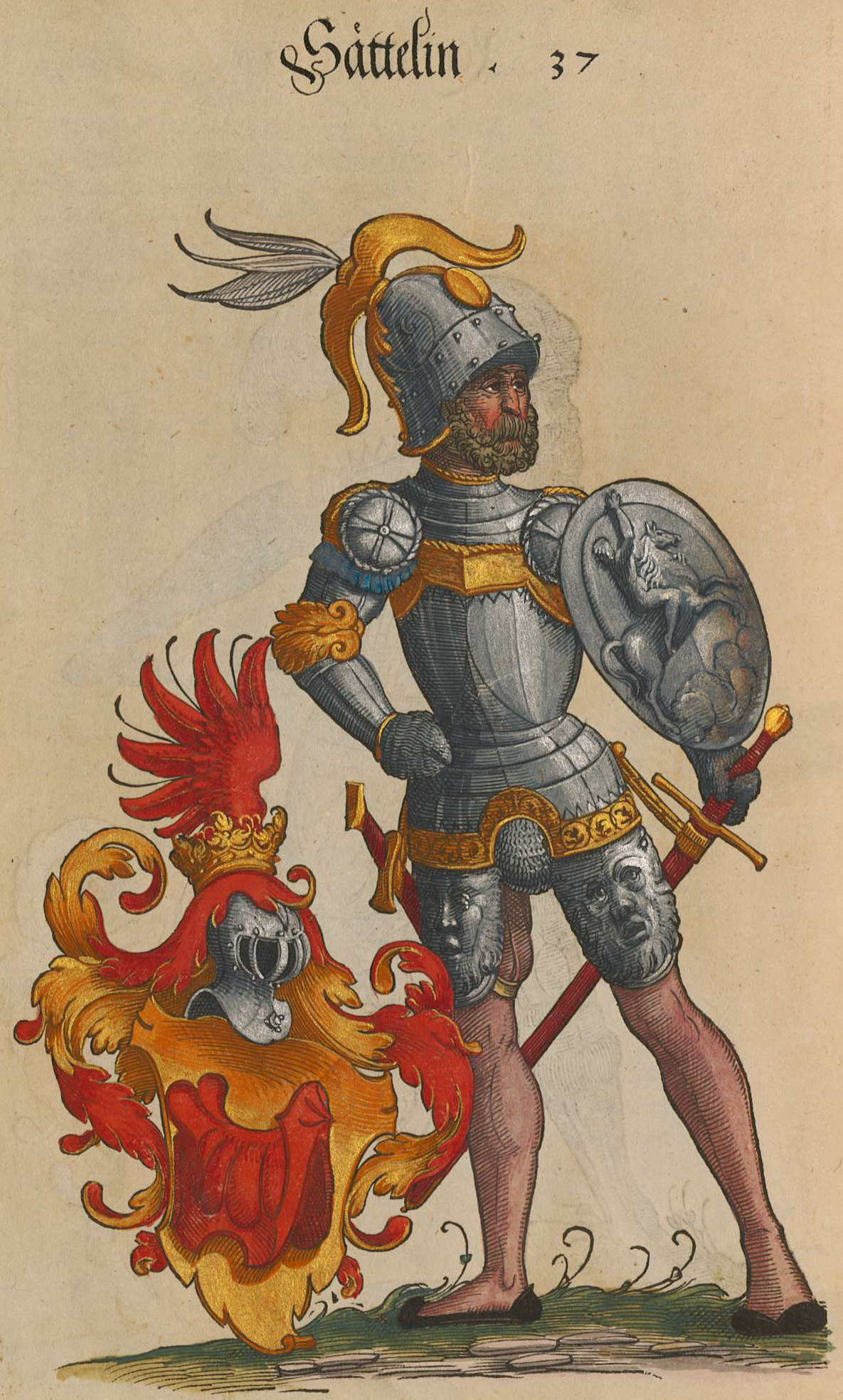
Stemma della famiglia Sättelin nel Geschlechterbuch der Stadt Augsburg, c. 1550

- Sättelin, ammessi al patriziato nel 1538.
- Schanternell
- von Scheidlin, famiglia di fede evangelica.
- von Scheler
- Schellenberger
- Schiller, ammessi al patriziato nel 1628.
- Schlüßelfelder
- Schmucker, ammessi al patriziato nel 1538.
- Schönecker (o Schönegger, von Schönegg), presenti ad Augusta dal 1277 al 1408.
- Schöner, ammessi al patriziato nel 1538.
- Schongauer (o Schongowarius), presenti ad Augusta dal 1239 al 1357.
- von Schnurbein, famiglia di banchieri di fede evangelica, ammessi al patriziato nel 1706.
- Schröter
- Schwarz, famiglia di banchieri di fede evangelica, ammessi al patriziato alla metà del XVIII secolo.
- von Seyda (o Seida), famiglia cattolica patrizia.
- Sittichhausen
- Stammler, ammessi al patriziato nel 1538.
- Steininger, ammessi al patriziato nel 1632 per volere di re Gustavo II Adolfo di Svezia.
- Stenglin, ammessi al patriziato durante l'occupazione svedese (1632–1635).

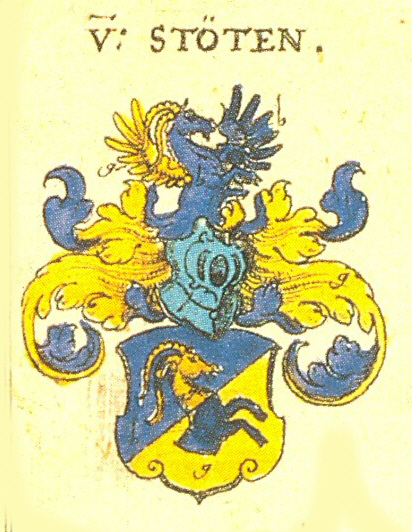
Stemma della famiglia Stetten di Johann Siebmacher

- von Stetten (o von Stöten), ammessi al patriziato nel 1538. Nel XVII secolo fu la famiglia protestante dominante della città.
- Stolzhirsch, presenti ad Augusta dal 1233 al 1421.
- Suelman
- Sulzer, ammessi al patriziato nel 1538.
- Thenn
- Tornauer
- Ulschard
- Ulstatt, ammessi al patriziato nel 1538.
- Uelman
- Vetter, „Vetter von der Lilie“ presenti ad Augusta dal 1312 al 1408, mentre la linea „Vetter vom Pantheltier“ presenti ad Augusta dal 1312 al 1536.
- Vittel, ammessi al patriziato nel 1538.
- Vögelin, presenti ad Augusta dal 1270 al 1483.
- Vogel, ammessi al patriziato nel 1538.
- Vöhlin (o Fehlin), da Memmingen, ammessi al patriziato nel 1538.
- Volkwein/Volckwien
- Walther, ammessi al patriziato nel 1538.
- Wanner
- Weiß
- Weißinger

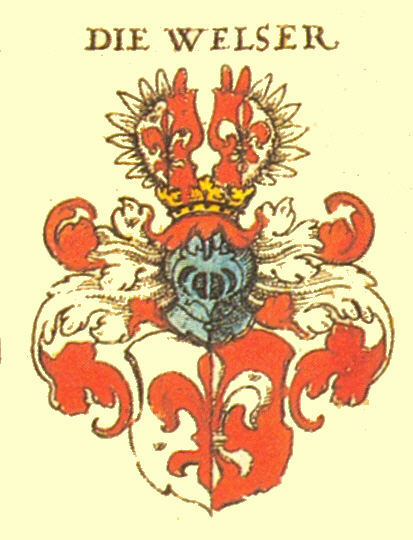
Stemma della famiglia Welser di Johann Siebmacher

- Welser, presenti ad Augusta dal 1246. Nel 1538 era una delle otto famiglie ancora fiorenti del patriziato antico. Baroni dal 1567.
- Weßisbrunner
- Winkler
- Wolfhart
- Zech
- Zobel, presenti ad Augusta dal 1559 al 1689, ammessi al patriziato nel 1649.
- Zollrayer